# Pilocrocis confixalis
Pilocrocis confixalis là một loài bướm đêm trong họ Crambidae.